# Ярмиш Іван Андрійович
Іван Андрійович Ярмиш (15 лютого 1925, Шамівка, Катеринославська губернія — 3 квітня 1990, Київ) — радянський легкоатлет (спортивна ходьба), призер чемпіонатів країни, учасник літніх Олімпійських ігор 1952 року в Гельсінкі. На Олімпіаді представляв СРСР у ходьбі на 10 км. На попередньому етапі змагань кваліфікувався до фіналу з результатом 47:26.0. У фіналі показав результат 46:07.07, який дозволив Ярмишу посісти 6 місце.

## Виступи на чемпіонатах СРСР
- Чемпіонат СРСР з легкої атлетики 1950 :
  - Спортивна ходьба на 20 кілометрів — (1.38.03,0);
- Чемпіонат СРСР з легкої атлетики 1952 :
  - Спортивна ходьба на 50 кілометрів — (4:33.36);
- Чемпіонат СРСР з легкої атлетики 1953 :
  - Спортивна ходьба на 50 кілометрів — (4:32.25,4);
- Чемпіонат СРСР з легкої атлетики 1954 :
  - Спортивна ходьба на 50 кілометрів — (4:25.35,0);